# Kaïs Barry
Kaïs Barry (8 februari 2006) is een Belgisch voetballer van Ivoriaanse afkomst die onder contract staat bij RSC Anderlecht.

## Clubcarrière
Barry ruilde in 2018 de jeugdopleiding van KSC Lokeren voor die van RSC Anderlecht. In mei 2022 ondertekende hij er zijn eerste profcontract. Op 11 augustus 2023 maakte hij zijn officiële debuut bij de RSCA Futures, het tweede elftal van de club in Eerste klasse B: op de openingsspeeldag van het seizoen 2023/24 liet trainer Marink Reedijk hem invallen tegen Beerschot VA.

## Clubstatistieken
| Seizoen         | Club            | Land            | Competitie      | Competitie | Competitie | Beker | Beker | Supercup | Supercup | Europees | Europees | Totaal | Totaal |
| Seizoen         | Club            | Land            | Competitie      | Wed.       | Dlp.       | Wed.  | Dlp.  | Wed.     | Dlp.     | Wed.     | Dlp.     | Wed.   | Dlp.   |
| --------------- | --------------- | --------------- | --------------- | ---------- | ---------- | ----- | ----- | -------- | -------- | -------- | -------- | ------ | ------ |
| 2023/24         | RSCA Futures    | Vlag van België | Eerste klasse B | 1          | 0          | —     | —     | —        | —        | —        | —        | 1      | 0      |
| Carrière totaal | Carrière totaal | Carrière totaal | Carrière totaal | 1          | 0          | 0     | 0     | 0        | 0        | 0        | 0        | 1      | 0      |

Bijgewerkt op 11 augustus 2023.

## Privé
- Barry is de zoon van voormalig profvoetballer Barry Boubacar Copa.[1][2]

33 Vercauteren ·
34 Bouchouari ·
48 Montegnies ·
50 Barry ·
51 Baouf ·
52 Nicaise ·
53 Colassin ·
59 Vergeylen ·
62 Goto ·
63 Vanhoutte ·
64 Masscho ·
65 Engwanda ·
66 Haentjens ·
67 Moutha-Sebtaoui ·
68 Monticelli ·
69 Ure ·
71 Engwanda ·
73 Lapage ·
74 De Cat ·
77 Mendel-Idowu ·
78 Tajaouart ·
79 Maamar ·
80 Decorte ·
81 Diallo ·
83 Degreef ·
Coach: Coen